# Franz Huberti
Johann Franz Huberti (* 20. Mai 1715 in Geisenheim; † 2. Februar 1789 in Würzburg) war ein deutscher römisch-katholischer Geistlicher, Pädagoge und Astronom.

## Leben
Franz Huberti wurde als Sohn von Michael und Catharina Huberti geboren.
Nach seiner Ausbildung war er zunächst als Magister der unteren Schulen in Fulda tätig, anschließend lehrte er von 1749 bis 1750 in Heiligenstadt Philosophie. Dort legte er auch ein Museum für Experimentalphysik an. Als Nächstes nahm er in Fulda ein vierjähriges mathematisches Lehramt wahr und unternahm in dieser Zeit Reisen nach Dillingen, Ingolstadt, Prag und Wien.
1754 trat Franz Huberti die Nachfolge von Anton Nebel (1711–1754) als Professor der Mathematik und Astronomie in Würzburg an, wo er sich am 9. November 1754 als „Professor Mathes. Publ. et ord.“ ins Matrikelbuch einschrieb.
Eine seiner ersten Aufgaben war eine Informationsreise nach Paris, die er zusammen mit dem Heidelberger Mathematikprofessor Christian Mayer unternahm, der in Würzburg studiert hatte. In Paris machten sie sich bei Nicolas-Louis de Lacaille und César François Cassini de Thury näher mit der Astronomie und modernen himmelskundlichen Instrumenten vertraut. Aufgrund der hier erworbenen Kenntnisse konnte Franz Huberti dann den Aufbau der Würzburger Sternwarte erfolgreich leiten. Insbesondere über seine astronomischen Beobachtungen berichtet Franz Huberti ausführlich in seinen Briefen an Joseph Stepling, die 1782 veröffentlicht wurden.
1763 übergab Franz Huberti die Professur für Mathematik an Franz Trentel, um sich ausschließlich der Astronomie zu widmen. So hatte er am 6. Juni 1761 mit einem Spiegelteleskop an der Beobachtung des Venusdurchganges durch die Sonnenscheibe teilgenommen, woraus sich neue Erkenntnisse über die Sonnenparallaxe ergaben. Die Ergebnisse dieser Beobachtungen werden von Johann Franz Encke in dem 1822 erschienenen Werk Die Entfernung der Sonne von der Erde aus dem Venusdurchgang von 1761 hergeleitet zitiert. Die Beobachtung des Venusdurchganges vom 4. Juni 1769, für die Franz Huberti große Vorbereitungen getroffen hatte, wurde leider durch Wolken verhindert. Erfolgreich beobachtete er den Kometen, der vom 26. Juni bis 4. Juli 1770 sichtbar war, als erster Astronom in Deutschland.
Der Fürstbischof Adam Friedrich von Seinsheim stellte zwei technische Mitarbeiter für Franz Huberti ein, zunächst Johann Georg Neßtfell. Dieser, ursprünglich Kunstschreiner in Wiesentheid und Gehilfe von Balthasar Neumann, hatte sich im Kloster Banz und bei der Restaurierung einer Planetenmaschine (Orrery) aus Wien die nötigen astronomischen Kenntnisse erworben, um ein Holzmodell des Kopernikanischen Sonnensystems zu bauen, das mit Hilfe von Uhrwerken den genauen Stand aller Planeten für einen eingestellten Zeitpunkt angab. Nach diesem Modell baute Johann Georg Neßtfell dann ein Orrery in Messing für die Hofbibliothek in Wien, das er 1753 zur vollen Zufriedenheit des Kaisers vollendete. Daraufhin bestellte auch Fürstbischof Adam Friedrich von Seinsheim eine derartige Maschine, die 1759 fertiggestellt war. Außerdem baute Johann Georg Neßtfell noch zwei Mauerquadranten für die Würzburger Sternwarte. Der Gehilfe und Nachfolger Johann Georg Neßtfells war Johann Georg Fellwöck (1728–1810), der bis 1794 in Würzburg wirkte. Er baute unter anderem einen beweglichen Quadranten und vor allem eine zuverlässige Pendeluhr, die bis zur Zerstörung der Sternwarte im Jahre 1945 benutzt wurde.
Franz Huberti gab bereits 1765 eine Schrift über den Holzmangel, Abhandlung von dem allgemeinen Holzmangel und die Mittel solcher Mangel zu steuern, erschienen zu Frankfurt und Leipzig, heraus. Später widmete er sich intensiv dem Problem der Vereinheitlichung der verschiedenen Fruchtmaße. Auch während er mit diesen Arbeiten, die später sehr gelobt wurden, beschäftigt war, vertrat ihn Franz Trentel bei den Studenten.
1789 verstarb Franz Huberti im Alter von 73 Jahren in Würzburg. Sein Nachfolger wurde Franz Trentel, der bereits seit 1775 gleichberechtigt neben Huberti als Professor der Mathematik und Astronomie an der Würzburger Universität tätig war.

## Jesuitenorden
Am 13. Juli 1734 trat er in den Jesuitenorden ein.
Die Aufhebung des Jesuitenordens im Jahre 1773 änderte kaum etwas an der Situation Franz Hubertis. Er behielt. wie die meisten seiner Kollegen, seine Professur. Die Veränderungen in der philosophischen Fakultät, wie beispielsweise die Umwandlung der Professur der Aristotelischen Physik in eine Professur für theoretische Physik, betrafen ihn nicht unmittelbar.

1782 fand die feierlich begangene Säkularfeier der Universität Würzburg statt. Der Zimmernachbar Franz Hubertis während der Feierlichkeiten, die immerhin zehn Tage dauerten, war Johann Matthäus Hassencamp, der in seinen Briefen ausführlich über Huberti berichtet. So schreibt er über Franz Hubertis Charakter:  
„… in allem zeigte sich immer der gründlich und ordentlich denkende Mathematiker, welcher nichts ohne evidente und zureichende Gründe als wahr annimmt. Kaum aber fiel die Rede (welches freylich nur selten geschahe, auf Religions-Materien; weg war der Mathematiker, und wie durch Zauberkraft auf einmal wieder in einen Jesuiten verwandelt. Alsdann konnte er Geschichtgens von Zaubereyen, Wunderwerken, Teufeleyen etc. etc. erzehlen und bonnement glauben, worüber bey uns ein Kind lächeln würde.“

An einer anderen Stelle berichtet er über Franz Hubertis Einstellung zur Auflösung des Jesuitenordens: 
„Selbst Herr Professor Huberti, dem es übrigens, wie allen dortigen Ex-Jesuiten, recht wohl gehet, konnte nie ohne Rührung und sichtbaren Harm davon reden, und glaubte blos die Naturalisten und Freygeister seyen an dessen Umsturz Schuld.“
Franz Huberti blieb seinem Orden auch nach dessen Aufhebung, die im Übrigen 1814 rückgängig gemacht wurde, treu und vermachte sein Besitztum dem Jesuitenkolleg in Polozk an der Düna in Weißrussland, das 1772 von Litauen an Russland übergegangen war und somit 1773 nicht aufgelöst wurde.

## Ehrungen
Nach Franz Huberti wurde die Hubertistraße im Würzburger Stadtbezirk Frauenland benannt.

## Werke
- Franz Huberti; Johannes H Rhode; Daniel Werth; Adam Georg Diegmann; Valentin Claus: Theses Selectae Ex Logica, Et Annexis Ei Quaestionibus. Heiligenstadt, Disputation, 1749.
- Praeside Francisco Huberti. Propugnabunt Joannes Henr. Rhode; Daniel Werth; Adamus Georgius Diegmann; Valentinus Claus; Christophorus Michael Pingel; Joachimus Weinrich: Theses Selectae Ex Universa Philosophia. Heiligenstadt, Disputation, 1750.
- Præside R. P. Francisco Huberti, Soc. Jesu, AA. LL. Et Philosophiæ Magistro, Ejusdemque In Electorali Athenæo Heiligenstadii Professore Publico Et Ordinario, Propugnabunt Ornati Ac Eruditi I. D Joannes Henr. Rhode, Gerblingerod.; II. D Daniel Werth, Heiligenstad.; III. D Adamus Georgius Diegmann, Reinolderod.; IV. D Valentinus Claus, Birckenrid.; V. D Christophorus Michael Pingel, Heiligenstad.; VI. D Joachimus Weinrich, Reinolderodensis Canonicus ad S. Martinum Heiligenstadii, Philosophiæ Auditores Emeriti: Theses Selectæ Ex Universa Philosophia, Quas Ad Majorem Dei Gloriam Ac Beatorum Coelitum Honorem. Heiligenstadii Erfordiæ Ritschelius 1750.
- Franz Huberti; Adamus Josephus Rauck: Epitome Geometriae Complectens Selecta Theoremata & Problemata Geometrica: Quae Publica Exercitatione Exponenda Et Demonstranda Sibi Sumpsit Praeside Franc. Huberti Adamus Josephus Rauck Die Julii MDCCLI. Fulda: Köss, 1751.
- Institutionum mathematicarum. opusculum I, Arithmetica.  Francofurti ad M. [u. a.] 1753.
- Institutionum mathematicarum. opusculum II, Geometria. Francofurti ad M. et Moguntiae: F. Varrentrapp, 1754.
- Institutionum mathematicarum. opusculum III, Mechanica. Francofurti ad M.; Moguntiae: Varrentrapp, 1756.
- Institutionum mathematicarum opuscula. 4. Hydrodynamica. Francofurti ad M.: Varrentrapp, 1758.
- Brief von Franz Huberti an Unbekannt . Wircebergi, 5. Oktober 1761
- Rudimenta algebrae: in usum Tironum conscripta. Wirceburgi: Stahel: Engman, 1762.
- Observationes Meteorologico-Thermometricae Ad Annos MDCCLXV Et MDCCLXVI : Cum Nonnullis Miscellaneis Philosophico-Litterariis ; Programma Ad Initium Lectionum Mathematicarum Quas A Novembri Anni MDCCLXVIII. Habiturus Est. Würzburg 1768.
- Observationes Metereologico-Thermometricae Ad Annos MDCCLXVII Et MDCCLXVIII: Cum Nonnullis Miscellaneis Philosophico-Litterariis ; Programma Ad Initium Lectionum Mathematicarum Quas A Novembri Anni MDCCLXIX Habiturus Est. Würzburg: Nitribitt, 1769.
- Observationes Meteorologicae Ad Annum MDCCLXIX: Cum Nonnullis Miscellaneis Philosophico-Literariis; Programma Ad Initium Lectionum Mathematicarum, Quas A Novembri Anni MDCCLXX Per Reliquum Annum Scholasticum Pro More Habiturus Est. Würzburg: Nitribitt, 1770.
- Observationes meteorologicae ad a. 1770, cum nonnullis miscellaneis philos. liter. Wirceburgum 1771
- Vergleichung der hochfürstlich-würzburgischen und andern fremdherrischen Fruchtmaaße gegen das würzburgische Stadtmaaß. Würzburg, 1777.

Ferner existieren 19 Briefe, die Huberti an den angesehenen Prager Astronomen Joseph Stepling (geboren 1716 in Regensburg, gestorben 1778 in Prag, wo er studiert und gelehrt hatte) gerichtet hatte: die ersten beiden schrieb er am 10. März und am 23. Juli 1752 in Fulda, die restlichen datieren aus der Zeit vom 28. Dezember 1755 bis 20. April 1771 aus Würzburg.